# Ge'ez
Ge'ez – også kaldet oldetiopisk – er et sydsemitisk sprog, der opstod i Antikken under Axum-imperiet i det nuværende Etiopien og det sydlige Eritrea på Afrikas Horn. Det var det officielle sprog i kongedømmet Aksum, der eksisterede i det meste af det 1. årtusinde e.Kr., og ved det etiopiske kejserdømmes hof.
De første bibler i Etiopien i 300-tallet blev oversat til ge'ez. Ge'ez har siden udviklet sig til flere nutidige etiopiske sprog, såsom amharisk og tigrigna, men levede videre som litterært og officielt fællessprog for Etiopiens forskellige folkeslag helt indtil midten af 1800-tallet.
I dag anvendes ge'ez hovedsageligt som liturgisk sprog i Den etiopisk-ortodokse kirke og i det jødiske samfund Beta Israel.